# Vishnu Basement Rocks
Als Vishnu Basement Rocks  wird das paläoproterozoische polymetamorphe kristalline Grundgebirge bezeichnet, das im US-amerikanischen Bundesstaat Arizona gelegenen Grand Canyon ansteht.

## Etymologie
Die Vishnu Basement Rocks  – Deutsch Vishnu-Grundgebirge – leiten ihren Namen von der Hindugottheit Vishnu ab – wie auch das Vishnu Canyon und vor allem der Vishnu Temple, der im Jahr 1880 von Clarence Dutton wegen seiner an einen Vishnu-Tempel erinnernden Form so bezeichnet worden war. Seitdem wurde es Tradition, hervortretende Geländepunkte im Grand Canyon nach mythologischen Gottheiten zu benennen.

## Erstbeschreibung
Die Vishnu Basement Rocks, alternativ auch als Vishnu Complex, Vishnu Metamorphic, Granite Gorge Metamorphic Suite oder Vishnu Group bezeichnet, wurden im Jahr 1894 erstmals von Charles Doolittle Walcott beschrieben.

## Vorkommen
Die Vishnu Basement Rocks erscheinen in der Inner Gorge des Colorado Rivers im Grand Canyon des nordwestlichen Arizonas. Ausgehend vom Mineral Canyon im Osten (Flussmeile 78) finden sich Aufschlüsse bis zur Flussmeile 247 im Westen am Lake Mead, d. h. über eine Distanz von 169 Meilen bzw. 272 Flusskilometer.

## Geologische Einführung
Die Vishnu Basement Rocks sind die tiefstgelegene und älteste geologische Einheit der Inner Gorge des Colorado Rivers. Das Grundgebirge im Grand Canyon verdankt seine Entstehung im Wesentlichen der Yavapai-Gebirgsbildung, die vor 1720 bis 1680 Millionen Jahren Gesteine eines Backarc-Beckens mit dem dazugehörenden magmatischen Inselbogen (das Yavapai-Terran, Englisch Yavapai province) unter das Mojave-Terran (engl. Mojave province) im Nordwesten presste. Die Ausgangsgesteine wurden in mehreren Phasen stark metamorphosiert und tektonisch verformt. Die Metamorphose erreichte gewöhnlich die obere Grünschieferfazies/untere Amphibolitfazies, in einigen Krustenblöcken wurde sogar die untere Granulitfazies mit Migmatitbildung realisiert. Aufgrund dieser orogenen Veränderungen sind die Vishnu Basement Rocks verständlicherweise recht kompliziert aufgebaut und können in viele einzelne geologische Einheiten unterteilt werden. Die recht heterogenen Gesteine lassen sich aber dennoch jeweils einer der folgenden Gruppen zuordnen:
- Kontinentfragment des Mojave-Terrans
- Metamorphe Backarc-Sedimente
- Inselbogenmagmatismus
- Anorogene Intrusiva

## Lagerungsverhältnisse
Der Hangendkontakt der Vishnu Basement Rocks ist eine bedeutende Winkeldiskordanz, der die mesoproterozoische Bass-Formation der Unkar Group bzw. der Grand Canyon Supergroup aufliegt – die Greatest Unconformity. An ihr wurden die Grundgebirgsgesteine und eventuell auflagernde Schichten über einen Zeitraum von nahezu 500 Millionen Jahren um mindestens 25 Kilometer herausgehoben und erosiv entfernt. Auf die Vishnu Basement Rocks kann aber auch noch die nächsthöhere Winkeldiskordanz – die Great Unconformity – herabgreifen. Auf die Grundgebirgsgesteine folgt dann in diesem Fall diskordant die kambrische Tonto Group mit dem Tapeats Sandstone.

## Kontinentfragment des Mojave-Terrans

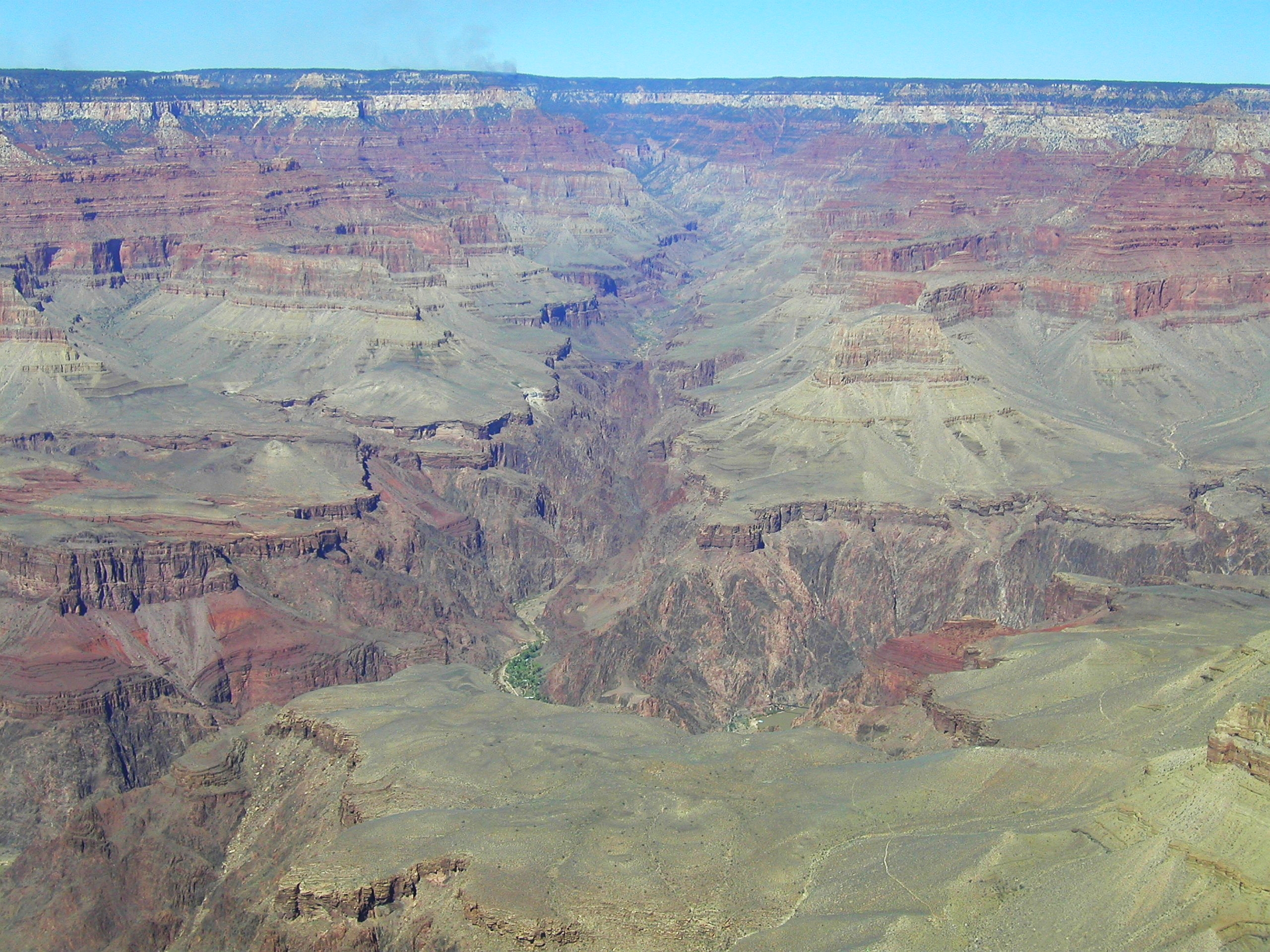
Grand Canyon mit Vishnu Basement Complex unterhalb flachliegenden Gesteinen der Unkar Group. Erkennbar die steilstehende Schieferung und helle granitoide Intrusiva

Ältestes Gestein der Vishnu Basement Rocks ist der Elves Chasm-Gneis, der radiometrisch auf 1840 Millionen Jahre datiert wurde. Es handelt sich hierbei um einen Orthogneis, dessen Protolithe (Ausgangsgesteine) ein mafischer Tonalit (Hornblende-Biotit-Tonalit) und ein intermediärer Quarzdiorit waren. Außerdem sind flächige Amphibolitlagen im Gneis anzutreffen, die wahrscheinlich ehemalige Ganggesteine darstellen. Der Elves Chasm-Gneis ist also demzufolge aus einem Pluton hervorgegangen, der dann zu einem Orthogneis metamorphosiert wurde. Sein hohes Alter rückt ihn in die Nähe der Gesteine des etwas weiter westlich gelegenen kontinentalen Mojave-Terrans, zu dem ihn auch viele Geologen rechnen.
Das Mojave-Terran reicht im Grand Canyon bis an die Crystal shear zone heran, eine 2 Kilometer breite hochplastische mylonitische
Zone – die Grenze zum Yavapai-Terran. Gesteine unmittelbar westlich wie der Tuna Creek Granodiorite führen z. B. rezyklierte Zirkone mit Mojave-typischem Alter, wohingegen die ostwärts folgenden Gesteine des Yavapai-Terrans alle wesentlich jünger sind.

## Metamorphe Backarc-Sedimente
Zum (jetzt metamorphen) Sedimentstapel des einstigen Backarc-Beckens gehören folgende Einheiten (von jung nach alt):
- Vishnu Schist
Rein sedimentären siliziklastischen Ursprungs. Besteht aus Quarzglimmerschiefer, Tonschiefer und metamorphosiertem Arenit. Es dürfte sich hiebei um metamorphosierte Turbidite handeln.
- Brahma Schist
Ehemalige vulkanische Gesteine mafischer bis intermediärer Zusammensetzung. Liegen jetzt vor als Amphibolit, Hornblende-Biotit-Plagioklas-Schiefer, Biotit-Plagioklas-Schiefer, Orthoamphibol-führender Schiefer und Gneis. Bemerkenswert das Vorkommen metamorphosierter Sulfide. Der Brahma-Schist ist auf 1742 Ma BP datiert worden.
- Rama Schist
Ebenfalls vulkanischer Herkunft meist felsischer Zusammensetzung. Tritt auf als massiver, feinkörniger Quarz-Feldspat-Schiefer und Gneis und ist rund 1750 Millionen Jahre alt.

Diese suprakrustalen Sedimentgesteine wurden im Zeitraum 1750 ± 2 bis 1741 ± 1 Millionen Jahre abgelagert und erreichten eine Gesamtmächtigkeit von rund 13.000 Metern. Ihre stratigraphische Abfolge ist nicht immer eindeutig, da sie sich ineinander verzahnen können. In Antiklinalbereichen wird aber generell die oben angeführte Abfolge beobachtet.

## Inselbogenmagmatismus
Unmittelbar nach Beendigung des Sedimentationsvorgangs im Backarc-Becken erfolgte die erste Phase magmatischer Intrusionen. Sie war granitischer bis granodioritischer Zusammensetzung:
- der bekannte Zoroaster Granite, 1741 ± 1 Millionen Jahre
- der Grapevine Camp Granite, 1737 ± 1 Millionen Jahre
- und der Trinity Granodiorite, 1730 ± 3 Millionen Jahre.

Mit dem Einsetzen der ersten orogenen Bewegungen der Yavapai-Gebirgsbildung (Akkretion des Inselbogens) ging eine zweite Phase magmatischer (synorogener) kalk-alkalischer Intrusionen  einher, welche aber insgesamt etwas mafischer verlief. Es bildeten sich:
- der Ruby Granodiorite, 1717 ± 1 Millionen Jahre
- und der Horn Creek Diorite, 1713 ± 2 Millionen Jahre.

Eine dritte Phase recht felsischer Natur erfolgte nach dem Höhepunkt der Metamorphose. Im Zeitraum 1698 bis 1662 Millionen Jahre bildeten sich Pegmatit- und Aplitgänge, peraluminose Granite und der Phantom Pluton um 1662 Millionen Jahre.

## Anorogene Intrusiva
Wesentlich später intrudierten dann anorogene Magmatite um 1400 Millionen Jahren, es entstanden Granitintrusionen, Granitgänge und Pegmatite. Sie stehen aber in keinerlei Zusammenhang mit den Akkretionsvorgängen.

## Metamorphose und Deformation während des Akkretionsvorgangs

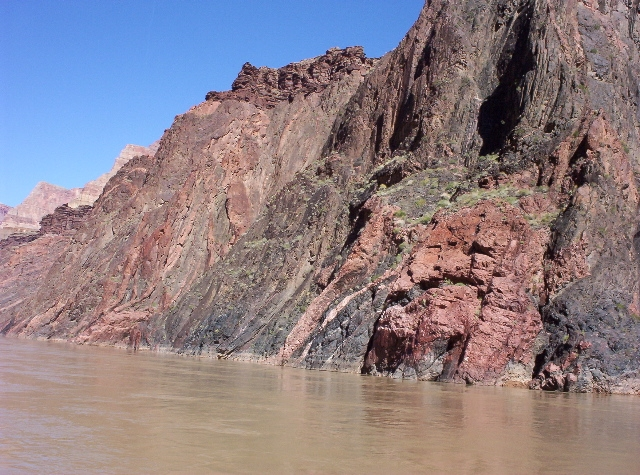
Die Vishnu Basement Rocks in der Inner Gorge des Colorado Rivers

Nach der Beendigung der Sedimentation des 13 Kilometer dicken Sedimentpakets um 1740 Ma BP kam es zur Versenkungsmetamorphose, die auf zwei Pfaden erfolgte. Ein druckbetonter mit der Bildung von Disthen und Granat und ein mehr temperaturbetonter mit der Bildung von Andalusit, Sillimanit und Granat. In beiden Fällen wurden 0,7 GPa (oder 7 Kilobar) an Druck erreicht und es erfolgte stellenweise anatektisches Aufschmelzen und Migmatitbildung – entsprechend einer Endteufe von rund 25 Kilometer (untere Mittelkruste).
Die allmähliche Druckerhöhung hatte während des Zeitraums 1730 bis 1700 Millionen Jahre eine erste Deformationsphase (D1) in den Sedimenten bewirkt, die sich durch relativ flachliegende Schieferung, nach Nordwest ausgerichtetes Gefüge sowie nach Nordwest erfolgten Überschiebungen und isoklinalem Faltenbau auszeichnete. Bei fortdauernder Südost-Nordwest gerichteter Einengung des Sedimentpakets setzte ab 1713 Millionen Jahren noch vor Erreichen des metamorphen Höhepunkts (1707 bis 1698 Millionen Jahre) eine zweite Deformationsphase (D2) ein, die eine penetrativ steilstehende, Nordost-streichende Schieferung mit dazugehörendem steilstehenden bis überkippten Faltenbau den vorhandenen Strukturen aufprägte. Diese zweite Phase dauerte bis 1685 Millionen Jahre – lange nachdem der Höhepunkt der Metamorphose überschritten war und die Dekompression bereits eingesetzt hatte. In der Dekompressionsphase konnten die Gesteine des Vishnu Basement Complex dann auf eine Teufe von zirka zwölf Kilometer (0,3 bis 0,4 GPa) auftauchen. Ab 1685 Millionen Jahren setzte in diesem Tiefenbereich schließlich isobares Abkühlen von 650 °C auf 450 °C ein.

## Blockarchitektur
Strukturell zeichnet sich das Grundgebirge der Vishnu Basement Rocks durch seine Blockarchitektur aus. Es besteht aus insgesamt sechs, bis zu zehn Kilometer breiten, lithotektonischen Krustenblöcken, die durch steilstehende, Nordost-streichende Scherzonen voneinander abgetrennt werden. Die Scherzonen können bis zu zwei Kilometer breit werden und repräsentieren einen sehr hohen Verformungsgrad. Während der Dynamometamorphose haben sich diese Krustenblöcke unterschiedlich verhalten. Sie dokumentieren zwar alle den gleichen Maximaldruck und befanden sich somit in gleicher Tiefenlage, weisen aber sehr unterschiedliche Maximaltemperaturen auf, die zwischen 520 und 750 °C liegen können. Dieser sehr hohe Temperaturunterschied lässt sich hauptsächlich durch unterschiedliche Wärmezufuhr mittels pegmatitischer Intrusiva erklären – Blöcke mit einem hohen Anteil an Pegmatiten wurden wesentlich stärker aufgeheizt. Die Pegmatitintrusionen machten sich insbesondere während der Dekompressionsphase im Zeitraum 1685 bis 1660 Millionen Jahre bemerkbar und bewirkten ein sekundäres Granatwachstum und somit eine zeitweilige Umkehr im generellen Abkühlungstrend.